# Skala Réaumura
Skala Réaumura – jedna ze skal termometrycznych, wprowadzona w 1731 roku przez francuskiego fizyka René de Réaumura (1683–1757), często używana w Europie Środkowej do początków XX stulecia.
W skali Réaumura temperatura topnienia lodu (zamarzania czystej chemicznie wody) wynosi 0 °Ré (tak jak w skali Celsjusza), a wrzenia wody 80 °Ré (100 °C), dlatego 1 °C odpowiada 0,8 °Ré.

## Wzory przeliczeń ze skalą Celsjusza
{\displaystyle T_{Reaumur}=T_{Celsjusz}\cdot {\frac {4}{5}}}
{\displaystyle T_{Celsjusz}=T_{Reaumur}\cdot {\frac {5}{4}}}